# Neohemigaster albovittata
Neohemigaster albovittata är en tvåvingeart som först beskrevs av Camillo Rondani 1875.  Neohemigaster albovittata ingår i släktet Neohemigaster och familjen bredmunsflugor. Inga underarter finns listade i Catalogue of Life.